# Ercheia amoena
Ercheia amoena är en fjärilsart som beskrevs av Louis Beethoven Prout 1919. Ercheia amoena ingår i släktet Ercheia och familjen nattflyn. Inga underarter finns listade i Catalogue of Life.